# Каменный Столб
Каменный Столб — горная вершина в России, высочайшая точка хребта Аибга в горной системе Большого Кавказа на Северном Кавказе. Относится к Адлерскому району города Сочи Краснодарского края, в 13 км в юго-востоку от пгт Красная Поляна, у юго-восточной окраины курорта Роза Хутор.
Высота составляет 2509,7 м. Расположена в 5,5 км к юго-востоку от пика Аибга III.
Эта вершина естественным путём разделяет восточные и западные склоны хребта Аибга. Гора является самой высокой обзорной точкой Большого Сочи.